# 漢普頓鎮區 (明尼蘇達州達科他縣)
漢普頓鎮區（英語：Hampton Township）是位於美國明尼蘇達州達科他縣的一個行政鎮區。

## 地方資料
漢普頓鎮區的面積為88.92平方千米，當中陸地面積為88.86平方千米，而水域面積為0.06平方千米。根據2020年美國人口普查的數據，當地共有人口832人，而人口密度為每平方千米9.36人。